# Dimitri Alexeïevitch Galitzine
Pour les articles homonymes, voir Golitsyne.
Le prince Dimitri Alexeïevitch Galitzine (21 décembre 1738 - Brunswick, 17 mars 1803, parfois connu sous le nom de D. de Gallitzen) est un ambassadeur et homme de lettres russe.

## Biographie
Immensément riche et fort cultivé, ce prince francophone est en poste à Londres en 1761 et à Paris de 1763 à 1765. Il rencontre et se lie aux gens de lettres et aux philosophes les plus célèbres de son époque : Voltaire dont il était correspondant, Denis Diderot dont il était proche, Buffon, Helvétius,...
Son mariage en 1768 avec Amélie von Schmettau, jeune femme fort instruite, est au centre de l'œuvre de Diderot, Mystification. Elle reviendra plus tard au catholicisme. De cette union sont issus Dimitri, futur prêtre catholique, et Anne, dite Marianne, future princesse de Salm-Krautsheim.

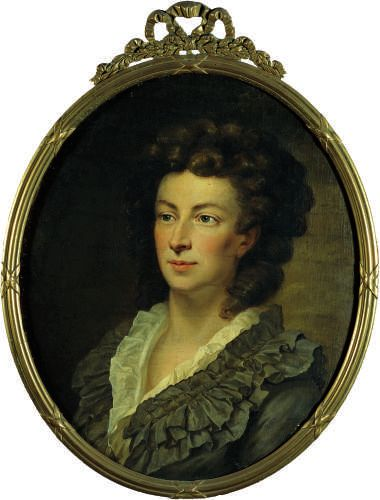
Amalie von Gallitzin

Ambassadeur à La Haye en 1773-1774, il logera Denis Diderot.
Il fut un temps ministre de l’Électeur de Bavière et membre de plusieurs académies littéraires et scientifique européennes - dont l'Académie impériale des sciences à Bruxelles. Il s'adonnait à l’étude de l’histoire naturelle et avait constitué un riche cabinet de minéralogie qu’il a donné à l’Académie d’Iéna, dont il était président.

## Représentations
- buste par Marie-Anne Collot[1]
- buste de Jean-Antoine Houdon, 1773, présenté au Salon.

## Œuvres
- L'Esprit des économistes, Brunswick, 1796, in-8[2]
- Description de la Tauride, trad. en français en 1788
- Traité de minéralogie, Maestricht, chez J. P. Roux & Compagnie, 1792.
- traduction en russe de De l'esprit d'Helvétius suivie d'un Traité de l’homme et de ses facultés intellectuelles.